# Roosevelt School
La Roosevelt School est une école américaine à Bernalillo, dans le comté de Sandoval, au Nouveau-Mexique. Construit en 1935 dans le style Pueblo Revival, l'édifice est inscrit au Registre national des lieux historiques depuis le 15 mars 1996.